# 地獄少女 朱蘰
『地獄少女 朱蘰』（じごくしょうじょ あけかづら）は、2007年9月27日にコンパイルハートから発売されたニンテンドーDS用ゲームソフトであり、テレビアニメ『地獄少女』を原作としたアドベンチャーゲームである。

## ストーリー
主人公・高橋瑞穂の所属するミステリー研究部は活動実績の乏しさを指摘され、廃部の危機に直面する。廃部を免れるためには1か月後に迫った文化祭で部としての活動発表を行わなければならない。そんな折、瑞穂は雑誌の記事で見かけた都市伝説・地獄少女に興味を持ち、文化祭で研究成果を発表すべく地獄少女のことを調べ始める。
ところが、調査が進むにつれて瑞穂の周囲では様々な怪現象が発生する。そして、瑞穂は遂に地獄少女・閻魔あいとの遭遇を果たす。

## システム
エンディングを1つでも見ると、地獄時計が使えるようになり、アラームセットも可能になる。そして、一度見た画像は達成率の中にいれられていき、それが100%になれば、全てのエンディングを見たことになる。

## 登場人物
閻魔あい、三藁、柴田一、柴田つぐみについては地獄少女の登場人物を参照
高橋 瑞穂（たかはし みずほ）
本作品の主人公。珠代（たましろ）市立珠代中学校の2年生で、同校のミステリー研究部の唯一の部員。部を廃部の危機から救うため、文化祭で地獄少女に関する研究を発表しようと考えて調査を進めるうちに、様々な怪現象に巻き込まれて行く。
高橋 奈々（たかはし なな）
瑞穂の姉。瑞穂より10歳以上年上で、多忙な母に代わって瑞穂を育て上げた、母親同然の存在。教師を目指して大学に通っていたが、5年前に不慮の事故で亡くなった。生前、地獄少女と何らかの関わりを持っていたらしい。
中田 良輔（なかた りょうすけ）
瑞穂のクラスの担任教師で、ミステリー研究部の顧問。新任教師のために頼りない面もあるが、生徒思いで優しく、ルックスも良いので女子生徒には大人気。
水瀬 涼子（みなせ りょうこ）
瑞穂の同級生で大親友。口が悪いために敵を作ってしまうことが多いが、根は優しい。バスケットボール部員。情報通で都市伝説などにも詳しく、瑞穂の都市伝説調査に協力する。
小早川 亜美（こばやかわ あみ）
瑞穂のクラスメイト。クラス一の秀才である上、面倒見が良く、サッカー部のマネージャーと生徒会役員を兼任している。
御手洗 健吾（みたらい けんご）
瑞穂の先輩。県内でも有数の成績を残しているサッカー部のエースで、女子生徒のファンも多い。
牧原 彩（まきはら あや）
瑞穂のクラスメイト。成績は優秀だが、気が弱いため、榊に言われるがままにこき使われ、逆らえずにいる。彼女も地獄少女と関係がある。
榊 真弓（さかき まゆみ）
瑞穂のクラスメイト。強気で我侭な性格。自分の予習を彩に押しつけるなどして苦しめている。
黛 舞（まゆずみ まい）
オカルト雑誌『月刊ヌー』の女性記者。活発で行動的な性格。都市伝説の取材をしている最中に、何度となく瑞穂に出会う。
星野タカヤ
奈々の恋人。彼女に激しい、ドメスティックバイオレンスをしていたらしい。